# Acantholimon quinquelobum
Acantholimon quinquelobum är en triftväxtart som beskrevs av Aleksandr Andrejevitj Bunge. Acantholimon quinquelobum ingår i släktet Acantholimon och familjen triftväxter. Utöver nominatformen finns också underarten A. q. curviflorum.